# Habitatge al carrer Palau, 8 (Rupit)
L'Habitatge al carrer Palau, 8 és una casa de Rupit i Pruit (Osona) inclosa a l'Inventari del Patrimoni Arquitectònic de Catalunya.

## Descripció
Casa entre mitgera d'un sol tram. És coberta a dues vessants amb el carener paral·lel a la façana, la qual es troba orientada a tramuntana. Consta de planta baixa i dos pisos. Presenta un portal adovellat a la planta, una finestra al primer, per damunt de la qual s'hi entreveu un arc de descarrega, i una petita finestra al segon. És construïda en pedra unida amb morter i arrebossada al damunt però està molt deteriorat i deixa veure la pedra a trossos. Els elements de ressalt són de pedra ben carejada i polida.

## Història
Casa situada al mateix carrer que l'antic palau notarial. Malgrat que aquesta edificació no presenti cap data constructiva pel lloc on està ubicada i per les característiques de la vila es pot situar entre els segles XVII-XVIII.